# رودولف دوبس
رودولف دوبس Bishop Rudolph Dubs (31 مايو 1837 - 31 مارس 1915) كان رجل دين مسيحي أمريكي، وأسقف في الجمعية الإنجيلية. وفي 1890-1891 ترأس انشقاقاً في الكنيسة الإنجيلية وكان أتباعه يُسمون الدوبسيون. وكان منتقدوه من الأشيريين، أتباع يوحنا يعقوب إيشر. انفصل فصيله ليشكل الكنيسة الإنجيلية المتحدة. 
ولد رودولف دوبس في ألمانيا في 31 مايو 1837. تزوج من إليزابيث وابنيتز في 4 يونيو 1861 في مقاطعة لويزا في آيوا.
توفي في 31 مارس 1915 في هاريسبرج في بنسلفانيا، بسبب مرض في القلب. 